# Matthew Daddario
Matthew Quincy Daddario (Nueva York, Estados Unidos; 1 de octubre de 1987) es un actor estadounidense. Es mayormente reconocido por su papel como Alec Lightwood en la serie de televisión Shadowhunters, aunque también por aparecer en filmes como When the Game Stands Tall (2014) y La lista de no besar de Naomi y Ely (2015).

## Biografía
Matthew Daddario nació el 1 de octubre de 1987 en la ciudad de Nueva York, Estados Unidos, hijo de Richard Daddario, un policía local, y Christina Daddario, una abogada. Tiene una hermana mayor, la también las actrices Alexandra Daddario, y una menor, Catharine Daddario. Tiene ascendencia italiana, checa, irlandesa y británica. Creció en su ciudad natal, donde estudió en la Collegiate School, y posteriormente ingresó a la Universidad de Indiana Bloomington en Blooming, Indiana, donde obtuvo su licenciatura en comercio en 2010. Tras ello, comenzó a tomar clases de actuación y a audicionar para numerosas películas, hasta que en 2012 interpretó a Peter Hamble en The Debut, y continuó apareciendo en otros filmes como Breathe In (2013), 36 Saints (2013), Delivery Man (2013) y Growing Up and Other Lies (2014). Posteriormente, coprotagonizó When the Game Stands Tall (2014) y La lista de no besar de Naomi y Ely (2015), hasta que en mayo de 2015, fue seleccionado para interpretar a Alec Lightwood en la serie de televisión Shadowhunters, adaptación de la saga literaria juvenil Cazadores de sombras, escrita por la autora estadounidense Cassandra Clare.

## Vida personal
Daddario inició una relación con Esther Kim a principios de 2013. La pareja se casó el 31 de diciembre de 2017 y posteriormente tuvo una hija en septiembre de 2020. En junio de 2024 tuvieron un hijo.

## Filmografía
| Año  | Título                              | Papel           |
| ---- | ----------------------------------- | --------------- |
| 2012 | The Debut                           | Peter Hamble    |
| 2013 | Breathe In                          | Aaron           |
| 2013 | 36 Saints                           | Sebastian       |
| 2013 | Delivery Man                        | Channing        |
| 2014 | Growing Up and Other Lies           | Peter           |
| 2014 | When the Game Stands Tall           | Danny Ladouceur |
| 2015 | La lista de no besar de Naomi y Ely | Gabriel         |
| 2016 | Cabin Fever                         | Jeff            |
| 2016 | The Last Hunt                       | Matthias        |
| 2021 | Trust                               | Owen Shore      |
| 2021 | Wild Game                           | Donny           |
| 2022 | Into the Deep                       | Ben             |

| Año       | Título         | Papel          | Notas                                  |
| --------- | -------------- | -------------- | -------------------------------------- |
| 2016-2019 | Shadowhunters  | Alec Lightwood | Elenco principal, serie de TV Freeform |
| 2020      | Tommy          | Blaine         | Episodio: «To Take a Hostage»          |
| 2021      | Why Women Kill | Scooter        | Elenco principal (segunda temporada)   |

## Premios y nominaciones
| Año  | Premiación         | Nominado por  | Categoría                                             | Resultado | Ref.               |
| ---- | ------------------ | ------------- | ----------------------------------------------------- | --------- | ------------------ |
| 2016 | MTV Fandom Awards  | Shadowhunters | Mejor relación (compartido con Harry Shum, Jr.)       | Nominado  | [ 6 ]              |
| 2016 | Teen Choice Awards | Shadowhunters | Estrella de televisión revelación                     | Ganador   | [ 7 ]              |
| 2017 | Teen Choice Awards | Shadowhunters | Mejor actor de televisión de ciencia ficción/fantasía | Nominado  | [ 8 ] [ 9 ] [ 10 ] |
| 2017 | Teen Choice Awards | Shadowhunters | Mejor beso (compartido con Harry Shum, Jr.)           | Nominado  | [ 8 ] [ 9 ] [ 10 ] |
| 2017 | Teen Choice Awards | Shadowhunters | Mejor relación (compartido con Harry Shum, Jr.)       | Nominado  | [ 8 ] [ 9 ] [ 10 ] |
| 2018 | Teen Choice Awards | Shadowhunters | Mejor actor de televisión de ciencia ficción/fantasía | Ganador   | [ 11 ] [ 12 ]      |
| 2018 | Teen Choice Awards | Shadowhunters | Mejor relación (compartido con Harry Shum, Jr.)       | Nominado  | [ 11 ] [ 12 ]      |